# Manor Lords
Manor Lords ist ein Echtzeit-Taktikspiel und ein Städtebau-Simulationsspiel, welches in einer fiktiven Region, inspiriert von Franken im späten 14. Jahrhundert, spielt. Ziel des Spiels ist es, eine mittelalterliche Siedlung aufzubauen und gegen Angriffe zu verteidigen. Das Spiel ist seit 26. April 2024 im Early Access über Steam für Windows-PCs erhältlich.

## Spielprinzip
Manor Lords kombiniert ein Echtzeit Aufbau- mit Kriegspiel. Während man zu Beginn seine Siedlung vergrößert und Ressourcen sammelt bzw. über den Handel erwirbt oder veräußert, nutzt man im weiteren Verlauf die Ressourcen dazu, Waffen zu produzieren und aus der Stadtbevölkerung eine Armee (diese funktioniert dabei nach dem Milizsystem – Dorfbewohner sind nur zu Kriegszeiten unter Waffen und fehlen dementsprechend in ihrer zivilen Rolle bis zur Demobilisierung) zu rekrutieren. Mit dieser lassen sich dann weitere Territorien einnehmen bzw. Angriffe auf die eigene Siedlung abwehren. Über das Stillen von Bedürfnissen einzelner Bevölkerungsstufen lassen sich diese weiterentwickeln und ermöglichen es weitere Produktionsketten freizuschalten. Neben Wildbret, Wildbeeren und klassischen Feldfrüchten kann man die Bevölkerung so auch über Streuobstwiesen versorgen. Historisch korrekt erhebt man verschiedene Arten von Steuern (z. B. Zehnt) und kann die Landwirtschaft auf die Dreifelderwirtschaft (Bodendegradation ist Teil des Spielkonzepts) umstellen. Handwerksbetriebe, Hühnerzucht und Gemüsegärten finden sich teilweise in den Hinterhöfen der Wohnhäuser anstelle eigener Gebäude – dies entspricht ebenfalls der historischen Realität mehr als dem sonst üblichen Spielprinzip in Aufbausimulationen.

## Entwicklung
Das Spiel wurde im Wesentlichen von Grzegorz „Greg“ Styczeń über einen Zeitraum von sieben Jahren allein entwickelt. Styczeń legt besonderen Wert auf historische Genauigkeit und setzte dafür auf die Hilfe verschiedener historischer Berater, unter anderem aus Deutschland (Kulturvermittler Andrej "Geschichtsfenster" Pfeiffer-Perkuhn und Jakob Munsberg, Architekturberater), Österreich (Dr. Andreas "Copeylius" Moitzi), den Niederlanden (Jo Hedwig "Fake History Hunter" Teeuwisse) und Frankreich.
Im August 2024 wurde das Spiel auf die Unreal Engine 5 portiert, nachdem der Support für die vorherige Version beendet wurde.

## Rezeption und kommerzieller Erfolg
Schon vor Veröffentlichung im Early Access am 26. April 2024 war das Spiel Ziel vielfältiger Presseberichte. Das Spiel erreichte schon vor dem Release Platz 3 der „trending games“ auf Twitch, da etliche Streamer bereits zwei Wochen vor dem Release Zugang erhalten hatten. Am Releasetag wurde es zum meistgespielten Spiel bis dato in den Kategorien City Builder, Grand Strategy und 4X gemäß Daten von Steam, die von 170.000 gleichzeitigen Spielern in der Spitze sprechen. Die Verkaufszahlen am Releasetag lagen laut Medienberichten bei über einer Million. Nach drei Wochen wurden bereits zwei Millionen Exemplare verkauft.